# Christophe Moreau
Christophe Moreau (Vervins, 12 aprile 1971) è un ex ciclista su strada francese.
Professionista dal 1995 al 2010.

## Carriera
Passato professionista nel 1995 nel Team Festina, dove rimase fino al 2000. Nel 1998 venne coinvolto nello scandalo Festina insieme ad altri corridori famosi come Richard Virenque e venne squalificato dalle corse per sei mesi. Nel 2001 passò alla Crédit Agricole e il 22 luglio 2005 annunciò il passaggio nella formazione AG2R Prévoyance. Nel 2008 è passato alla formazione Professional francese Agritubel, mentre nella stagione 2010 ha corso per la Caisse d'Epargne. Nonostante pesasse quasi 80 kg era un ottimo scalatore, e ha ottenuto i migliori risultati nelle corse a tappe (due volte vincitore al Giro del Delfinato e quarto in un Tour de France).

## Palmarès
- 1994 (Dilettanti)

Parigi-Mantes
- 1995 (Festina, una vittoria)

Memorial Jean De Gribaldy
- 1996 (Festina, tre vittorie)

1ª tappa Vuelta del Cile
Classifica generale Vuelta del Cile
Cronoprologo Tour de l'Avenir
- 1998 (Festina, quattro vittorie)

3ª tappa Critérium International
Classifica generale Critérium International
1ª tappa, 1ª semitappa Route du Sud
1ª tappa, 2ª semitappa Route du Sud
- 1999 (Festina, tre vittorie)

1ª tappa, 2ª semitappa Route du Sud (Montauban)
Classifica generale Tour du Poitou-Charentes
4ª tappa Tour du Poitou-Charentes
- 2000 (Festina, una vittoria)

4ª tappa Grand Prix du Midi Libre
- 2001 (Festina, quattro vittorie)

Cronoprologo Tour de France (Dunkerque)
Classifica generale Giro del Delfinato
Memorial Josef Vogeli, con Florent Brard (cronocoppie)
Grand Prix EnBW, con Florent Brard (cronocoppie)
- 2002 (Credit Agricole, una vittoria)

4ª tappa Quattro giorni di Dunkerque (Billy-Berclau)
- 2003 (Credit Agricole, tre vittorie)

5ª tappa Quattro giorni di Dunkerque (Sivom de L'Aa)
4ª tappa Quattro giorni di Dunkerque (Boulogne sur Mer)
Classifica generale Quattro giorni di Dunkerque
- 2004 (Credit Agricole, tre vittorie)

Trophée des Grimpeurs
4ª tappa Tour du Languedoc-Roussillon (Mende)
Classifica generale Tour du Languedoc-Roussillon
- 2007 (Ag2r, quattro vittorie)

Campionato nazionale francese in linea
2ª tappa Critérium du Dauphiné Libéré (Saint-Étienne)
4ª tappa Critérium du Dauphiné Libéré (Le Mont Ventoux)
Classifica generale Critérium du Dauphiné Libéré

### Altri successi
- 1998

Classifica punti Critérium du Dauphiné Libéré
Criterium di Calais
- 2000

Criterium di Chaumeil
Critérium di Lisieux
Criterium d'Issoire
- 2001

Criterium Delemont
- 2002

Classifica punti Grand Prix du Midi Libre
- 2003

Classifica combinata Quattro giorni di Dunkerque
Criterium Marcoles
- 2004

Classifica scalatori Tour du Languedoc-Roussillon
- 2005

Classifica combinaa Critérium du Dauphiné Libéré
- 2006

Classifica scalatori Critérium du Dauphiné Libéré
Classifica combinata Critérium du Dauphiné Libéré
Classifica scalatori Volta a Catalunya
- 2007

Classifica combinata Critérium du Dauphiné Libéré
- 2008

Classifica scalatori Volta a Catalunya
- 2010

Critérium de Cournon

## Piazzamenti

### Grandi Giri
- Tour de France

1996: 75º
1997: 19º
1998: escluso con la squadra (7ª tappa)
1999: 27º
2000: 4º
2001: ritirato (12ª tappa)
2002: ritirato (15ª tappa)
2003: 8º
2004: 12º
2005: 11º
2006: 7º
2007: 37º
2008: ritirato (7ª tappa)
2009: 29º
2010: 22º